# Distretto di Asikuma-Odoben-Brakwa
Il distretto di Asikuma-Odoben-Brakwa (ufficialmente Asikuma/Odoben/Brakwa District, in inglese) è un distretto della regione Centrale del Ghana.